# 战略
战略或策略，是指为实现某种目标（如政治、军事、经济、商业或国家利益等方面的目标）而制定的高层次、全方位的长期行动计划。

## 历史上著名的战略
- 远交近攻
- 三分天下
- 联吴抗曹
- 西进巴蜀
- 农村包围城市
- 改革开放
- 大陆政策